# ŠK Slovan Bratislava (féminines)
Pour les articles homonymes, voir Slovan Bratislava.
Le ŠK Slovan Bratislava est un club slovaque de football basé à Bratislava possédant une section féminine.

## Histoire
Le club est le plus titré de Slovaquie avec 14 titres de champion de Slovaquie et cinq Coupes de Slovaquie. Le Slovan Bratislava réalise le doublé Coupe-Championnat en 2009, en 2011 et en 2012.

## Palmarès
- Championnat de Slovaquie :
  - Champion (14) : 1995, 1996, 1997, 1998, 1999, 2001, 2004, 2009, 2010, 2011, 2012, 2016, 2018 et 2019
  - Vice-champion (8) : 2002, 2003, 2007, 2008, 2014, 2017, 2022, 2023 et 2025

- Coupe de Slovaquie :
  - Vainqueur (5) : 2009, 2011, 2012, 2013 et 2018
  - Finaliste (4) : 2010, 2014, 2015, 2016, 2017 et 2025.